# Pesce fuor d'acqua
Sentirsi un pesce fuor d'acqua è un modo di dire colloquiale della lingua italiana. Si utilizza per indicare un particolare stato d'animo relativo a chi, trovandosi fuori dal suo ambiente abituale, non si sente a proprio agio e prova una sensazione di imbarazzo. È usato nelle forme: "sentirsi un pesce fuor d'acqua" ed "essere un pesce fuor d'acqua".
Il suo significato letterale rimanda all'esempio del pesce che fuori dall'acqua, il suo ambiente naturale, non sopravvive che pochi secondi.